# Alessandro Zanoli
Alessandro Zanoli (wym. [ales͡sˈandro d͡zanˈɔlɪ]; ur. 3 października 2000 w Carpi) – włoski piłkarz występujący na pozycji obrońcy lub pomocnika we włoskim klubie Genoa CFC, na wypożyczeniu z SSC Napoli, którego jest wychowankiem.

## Kariera klubowa

### SSC Napoli
Zanoli zadebiutował w SSC Napoli 20 września 2021 roku, wchodząc jako zmiennik Mário Ruiego w 86. minucie meczu, który zakończył się wygraną Napoli 4:0 na wyjeździe z Udinese Calcio.

### Legnago Salus
21 września 2020 roku Zanoli został wypożyczony do Legnago Salus, zadebiutował 26 września 2020 roku w zremisowanym 2:2 meczu z Vis Pesaro.

### UC Sampdoria
6 stycznia 2023 roku wypożyczono go do włoskiej UC Sampdorii, zadebiutował w niej 8 stycznia 2023 roku w przegranym meczu 0:2 z SSC Napoli.

### US Salernitana 1919
Zanoli 17 stycznia 2024 roku został wypożyczony do US Salernitana 1919, zadebiutował w niej 21 stycznia 2024 roku w przegranym 1:2 meczu z Genuą CFC.

## Kariera reprezentacyjna

### Włochy U-21[8]
6 czerwca 2022 roku Zanoli zadebiutował w reprezentacji Włoch do lat 21 w wygranym 3:0 meczu przeciwko Luksemburgowi. Rozegrał w niej 2 mecze.